# Jayden Stockley
Jayden Connor Stockley (Poole, 15 settembre 1993) è un calciatore inglese, attaccante del Port Vale.

## Carriera
Entra a far parte del settore giovanile del Bournemouth all'età di 7 anni nel 2000, rimanendovi ininterrottamente fino al 2010; a partire dal 2009, all'età di sedici anni, inizia anche ad essere aggregato alla prima squadra delle Cherries, militante nella quarta divisione inglese: il 6 ottobre 2009 fa il suo esordio tra i professionisti insieme al compagno di squadra Danny Ings nella partita del Football League Trophy persa per 2-1 sul campo del Northampton Town, diventando così il secondo più giovane esordiente nella storia del club, mentre nel successivo turno di campionato, il 10 ottobre, subentra dalla panchina a Ryan Garry nella sfida persa per 2-1 in casa contro il Chesterfield. Nel prosieguo della stagione, che il club rossonero conclude con una promozione in terza divisione, Stockley continua ad alternarsi tra giovanili e prima squadra, con la quale gioca una seconda partita in campionato. Nella stagione 2010-2011, invece, gioca in totale 4 partite in Football League One ed una partita nel Football League Trophy; nella seconda metà della stagione (a partire dal 7 gennaio 2011) gioca inoltre per un mese in prestito in Conference League South (sesta divisione) al Dorchester Town, dove segna una doppietta l'8 gennaio al suo esordio in una sconfitta per 3-2 sul campo dell'Ebbsfleet Utd, giocando poi ulteriori 6 partite (4 in campionato e 2 in FA Trophy) senza più trovare la via della rete.
Inizia la stagione 2011-2012 con una doppietta il 30 agosto 2011 nella vittoria per 4-1 sull'Hereford Utd nel Football League Trophy; successivamente, il 4 novembre 2011 passa in prestito (inizialmente per un mese) in quarta divisione all'Accrington Stanley: con questo club il 19 novembre nel pareggio per 1-1 sul campo del Macclesfield Town realizza il suo primo gol in carriera nei campionati della Football League: a seguito di un'estensione del prestito finisce per rimanere agli Stans fino al 9 gennaio 2012, quando dopo 9 presenze e 3 reti in campionato ed una presenza in FA Cup fa ritorno al Bournemouth, con cui nell'arco della stagione gioca in tutto 10 partite in terza divisione ed un'ulteriore partita nel Football League Trophy, senza tuttavia segnare altri gol. Nella stagione 2012-2013, non trovando spazio in campo (complici anche i vari cambi di allenatori sulla panchina del Bournemouth durante la sua permanenza del club), viene nuovamente ceduto in prestito: il 14 novembre 2012 viene infatti ceduto in prestito fino al gennaio del 2013 al Woking, club di quinta divisione. Complice anche un prolungamento del prestito fino a fine stagione, finisce per realizzare 14 reti in 29 presenze tra tutte le competizioni ufficiali.
Il 2 settembre 2013 viene acquistato in prestito per un mese dai londinesi del Leyton Orient, militanti in terza divisione, voluto in squadra dall'allenatore Russell Slade per fare da riserva ai due attaccanti titolari Dave Mooney e Kevin Lisbie. Grazie ad un prolungamento del prestito rimane poi in squadra fino al 28 novembre, con un bilancio totale di 11 presenze ed una rete tra tutte le competizioni ufficiali (tra cui 8 presenze ed una rete in campionato); terminato questo prestito il Bournemouth lo cede immediatamente con la medesima formula al Torquay Utd, in quarta divisione: qui Stockley gioca con grande regolarità (19 presenze, tutte in campionato), segnando però una sola rete. Il 22 agosto 2014 passa in prestito fino al gennaio del 2015 al Cambridge Utd, nuovamente in quarta divisione: il successivo 30 agosto, all'esordio assoluto in competizioni ufficiali con la nuova maglia, realizza una doppietta nel successo casalingo per 5-0 sul Carlisle Utd; queste reti di fatto sono però anche le sue uniche due con questo club, con cui peraltro rimane di fatto poco più di un mese, interrompendo il prestito dopo 3 presenze per fare ritorno al Bournemouth, in seconda divisione. Non trovando spazio in campo con le Cherries, il 7 gennaio 2015 (inizialmente per un mese, ma alla fine rimanendo in squadra per tre mesi totali dopo due rinnovi mensili) al Luton Town, in quarta divisione: con gli Hatters realizza in totale 3 reti in 13 partite di campionato giocate. Inizia poi la stagione 2015-2016 con un rinnovo contrattuale col Bournemouth (nel frattempo neopromosso in prima divisione per la prima volta nella sua storia) seguito immediatamente da un prestito in quarta divisione al Portsmouth, nuovamente in quarta divisione; con il Pompey l'attaccante trova in realtà poco spazio, lasciando il club dopo 2 reti in 9 partite di campionato giocate durante la sessione invernale del calciomercato, quando passa con la medesima formula all'Exeter City, sempre nella stessa categoria: con i Grecians oltre a giocare da titolare fisso (22 presenze, tutte in campionato) riesce anche a segnare con continuità, realizzando in tutto 10 reti.
Nell'estate del 2015, rimasto svincolato, firma un contratto con l'Aberdeen, club della prima divisione scozzese, dove nell'arco di poco più di una stagione di permanenza realizza 5 reti in 27 partite di campionato ed una rete in complessive 9 presenze nei turni preliminari di UEFA Europa League. Il 31 agosto 2017, ultimo giorno di calciomercato, viene ceduto per 100000 sterline nuovamente all'Exeter City, con cui rimane per una stagione e mezzo segnando in tutto 36 reti in 66 partite in quarta divisione; il 3 gennaio 2019 passa per 750000 sterline al Preston N.E., con cui nella seconda metà della stagione 2018-2019 realizza 4 reti in 17 partite in seconda divisione, categoria in cui poi gioca anche nella stagione 2019-2020 (32 presenze e 4 reti) e nella prima metà della stagione 2020-2021 (16 presenze ed una rete), scendendo poi in terza divisione ai londinesi del Charlton, con i quali in due anni solari di permanenza (dal gennaio del 2021 al gennaio del 2023) realizza 23 reti in 79 presenze in terza divisione, categoria in cui poi gioca per un anno e mezzo con il Fleetwood Town, con cui è autore di 12 reti in 55 partite di campionato giocate. Nella stagione 2024-2025 conquista un secondo posto in classifica in quarta divisione (con conseguente promozione diretta in terza divisione, a cui contribuisce con 11 reti in 38 partite giocate) con il Port Vale, club che lo riconferma in rosa anche per la stagione 2025-2026.